# IDENTITY (岡村孝子の曲)
「IDENTITY」（アイデンティティ）は、岡村孝子の通算33枚目のシングル。2010年12月4日発売。発売元はコットンフィールズ（Cottonfields）。規格品番はTLCC-2525。

## 解説
2006年に「銀色の少女」（さだまさし作詞、BVCR-19676）を発表後、2007年からのあみん（女性デュオ）活動再開を挟み4年半振りに発売された、岡村孝子ソロ名義のCDシングル。
表題曲「IDENTITY」は元々、CD化前からコンサートで披露されていたもの。1985年10月19日にスタジオ・アルバム『夢の樹』（32FD-1021）とシングルレコード「風は海から」（07FA-1054）でのソロデビュー（同時発売）から25周年を迎え、家族やファン、スタッフへ感謝を伝えるべく作った楽曲であると、コンサートで語っている。
カップリング曲の「forever」は2008年発売、あみんの3枚目のスタジオ・アルバム『未来へのたすき』（BVCR-11124）に収録されたソロ歌唱楽曲。
2曲ともに、地元である愛知県内の企業CMで使用されたほか、クリスタルサウンド音源も収録。
CDパッケージは特製見開きダブル紙ジャケット仕様。見開き部分に歌詞と岡村自身によるコメントを掲載。
紙ジャケット商品は、あみんでデビューしてから20周年を迎えた2002年7月に発売された記念シングル「天晴な青空」（TLCP-2015）以来。
25周年記念のセルフカバー・スタジオライブ・アルバム『四季の祈り / 「冬」編』（TLCC-2303）とクリスタルサウンド・アルバム『四季の贈り物 / 「玄冬」編』（規格品番：TLCC-2403）が同時発売された。

## 収録曲
1. IDENTITY（5:40）
  - 作詞・作曲: 岡村孝子、編曲: 萩田光雄
2. forever（5:10）
  - 作詞・作曲: 岡村孝子、編曲: 萩田光雄
3. IDENTITY（カラオケ）（5:40）
4. forever（カラオケ）（5:10）
5. IDENTITY（クリスタルサウンド）（6:27）
6. forever（クリスタルサウンド）（5:36）

## 収録アルバム
- IDENTITY
勇気
  - T's BEST season 2
- forever
未来へのたすき
  - T's BEST season 2